# Челсі (Вісконсин)
Челсі (англ. Chelsea) — місто (англ. town) в США, в окрузі Тейлор штату Вісконсин. Населення — 710 осіб (2020).

## Демографія
Згідно з переписом 2010 року, у місті мешкало 806 осіб у 327 домогосподарствах у складі 224 родин. Було 444 помешкання
Расовий склад населення:
| - 98,6 % — білих - 0,1 % — вихідців з тихоокеанських островів - 0,1 % — корінних американців - 0,1 % — азіатів |

До двох чи більше рас належало 0,7 %. Частка іспаномовних становила 0,6 % від усіх жителів.
За віковим діапазоном населення розподілялося таким чином: 23,9 % — особи молодші 18 років, 64,1 % — особи у віці 18—64 років, 12,0 % — особи у віці 65 років та старші. Медіана віку мешканця становила 39,8 року. На 100 осіб жіночої статі у місті припадало 107,2 чоловіків;  на 100 жінок у віці від 18 років та старших — 111,4 чоловіків також старших 18 років.
Середній дохід на одне домашнє господарство  становив 79 091 долар США (медіана — 61 750), а середній дохід на одну сім'ю — 93 797 доларів (медіана — 70 625). Медіана доходів становила 47 188 доларів для чоловіків та 40 833 долари для жінок. За межею бідності перебувало 7,5 % осіб, у тому числі 12,0 % дітей у віці до 18 років та 8,1 % осіб у віці 65 років та старших.
Цивільне працевлаштоване населення становило 383 особи. Основні галузі зайнятості: виробництво — 28,5 %, освіта, охорона здоров'я та соціальна допомога — 21,4 %, сільське господарство, лісництво, риболовля — 9,4 %, будівництво — 9,1 %.